# Diana Beauclerk
Pour les articles homonymes, voir Beauclerk.
Diana Beauclerk (née Diana Spencer ; et Diana St John, vicomtesse de Bolingbroke lors de son premier mariage) (24 mars 1734 - 1er août 1808) est une noble et artiste peintre anglaise.

## Biographie

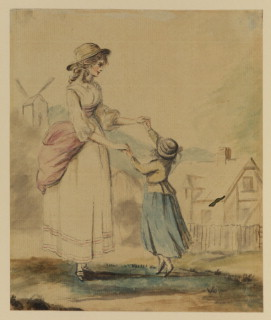
« Lady and child dancing », par Lady Diana Beauclerk.

Diana Spencer est née dans la famille Spencer en tant que fille de Charles Spencer, 3e duc de Marlborough (1706-1758) et d'Elizabeth Trevor (décédée en 1761). Elle est la soeur de George, Charles et Elizabeth. Elle est élevée à Langley Park, à Buckinghamshire, où elle est initiée à l'art dès son plus jeune âge. L'artiste Joshua Reynolds est un ami de la famille. Elle épouse Frédéric St John, 2e vicomte de Bolingbroke, en 1757. De 1762 à 1768, elle est Lady of the Bedchamber de la reine Charlotte.
Son mariage est malheureux et son mari est connu pour être infidèle. En février 1768, il demande le divorce pour adultère (« criminal conversation (en) »). La pétition nécessite une loi du Parlement qui est adoptée le mois suivant. 
Deux jours plus tard, elle épouse Topham Beauclerk, de Old Windsor. Ils ont trois enfants. 
Elle est une amie de Samuel Johnson, Georgiana Cavendish, Edward Gibbon, David Garrick, Charles Fox, James Boswell et Edmund Burke. 
Beauclerk illustre plusieurs productions littéraires dont la tragédie de La mère mystérieuse de Horace Walpole, la traduction anglaise de Leonora de Gottfried August Bürger (1796) et Les fables de John Dryden (1797). Après 1785, elle fait partie d'un cercle de femmes avec Emma Crewe (en) et Elizabeth Upton. 
Son deuxième mari est décédé en 1780 et, en raison de restrictions financières, elle commence à mener une vie plus retirée. Elle meurt en 1808 et est enterrée à Richmond.

## Descendance
Elle a quatre enfants lors de son premier mariage : 
- George St John (3e vicomte Bolingbroke) (5 mars 1761 - 11 décembre 1824) ;
- Henriette St John (1er août 1762) qui s'est mariée en 1792 à Henry Towcester ;
- Anne (née vers 1764, elle n'a pas survécu à l'enfance) ;
- Frederick St John (général) (20 décembre 1765 - 19 novembre 1844).

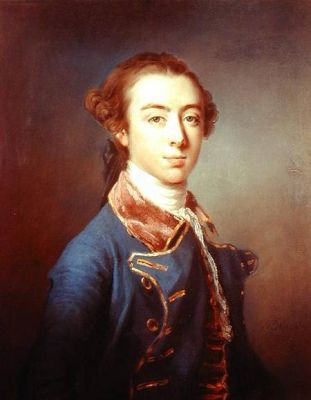
Topham Beauclerk, son deuxième mari.

Elle a trois enfants lors de son deuxième mariage : 
- Elisabeth Beauclerk (20 août - mars 1793), qui épousa son cousin George Herbert (11e comte de Pembroke) ;
- (Anne) Mary Day Beauclerk (29 juin ou 20 août - juillet 1851), jumelle d'Elisabeth. Elle est célèbre pour sa relation de longue durée avec son propre demi-frère Bolingbroke, et a quatre fils avec lui. Après qu'il l'ait abandonné, elle épouse en 1797 Franz Raugraf Jenison von Walworth (1764 - 1824), un comte allemand ayant des racines anglaises et a deux fils (dont un décédé) et quatre filles (parmi ses descendants, via sa plus jeune fille, Emilie ou Amalie, se trouvent des princes de Loewenstein-Wertheim-Freudenberg et, à travers eux, d'autres royautés allemandes) ;
- Charles George Beauclerk (20 janvier 1774 - 25 décembre 1846), député de Richmond (1796-1798), épouse en 1799 Emily Charlotte Ogilvie, fille de Emily Mary Lennox, duchesse de Leinster, de son second mari William Ogilvie (en).

## Hommage

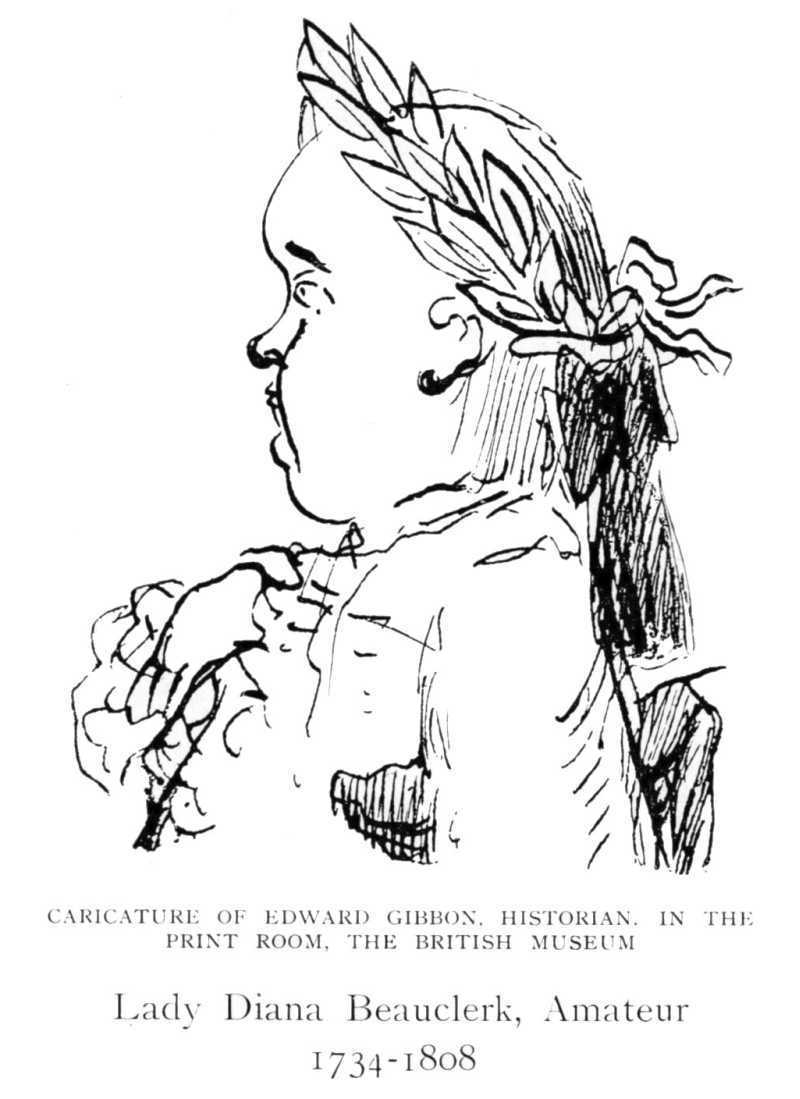
« Caricature of Edward Gibbon in the British Museum » dans Women Painters of the World, 1905.

Sa caricature d'Edward Gibbon est incluse dans l'ouvrage Women Painters of the World de 1905. 
Au milieu des années 1990, un portrait d'elle est accroché à Kenwood House, sur Hampstead Heath à Londres, avec la légende : « Lady Diana Spencer, surtout connu pour le malheur de son premier mariage. » 